# Zelotes hirtus
Zelotes hirtus este o specie de păianjeni din genul Zelotes, familia Gnaphosidae. A fost descrisă pentru prima dată de Thorell, 1875.
Este endemică în Franța. Conform Catalogue of Life specia Zelotes hirtus nu are subspecii cunoscute.